# Verplant – Wie zwei Typen versuchen, mit dem Rad nach Vietnam zu fahren
Verplant – Wie zwei Typen versuchen, mit dem Rad nach Vietnam zu fahren ist ein deutscher Dokumentarfilm von Waldemar Schleicher aus dem Jahr 2021.
Im Mittelpunkt stehen Tobias John und Matthias Schneemann und ihr Vorhaben, mit dem Fahrrad von ihrer Heimatstadt Heilbad Heiligenstadt bis nach Ho-Chi-Minh-Stadt in Vietnam zu fahren.
Verplant ist Waldemar Schleichers Langfilmdebüt als Regisseur und Editor.

## Handlung
Im Jahr 2008 begeben sich Tobias, Matthias und Waldemar zusammen mit einem weiteren Freund auf eine viermonatige Fahrradtour innerhalb des Schengenraumes.
Sie fahren von Heiligenstadt in Richtung Südwesten bis nach Portugal und von dort wieder nach Osten bis nach Ungarn.
Nach insgesamt mehr als 8.000 Kilometern erreichen sie schließlich wieder Heiligenstadt.

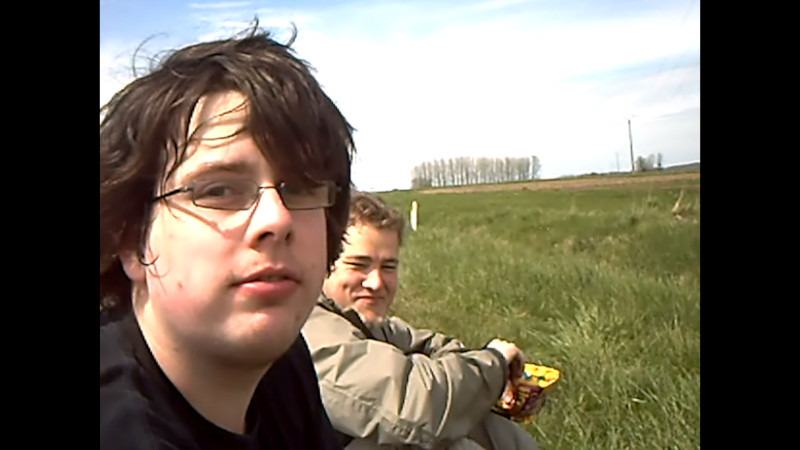
Otti und Keule auf der Europatour 2008

Exakt zehn Jahre nach Ende der Europatour starten Tobias, Matthias und Waldemar am 1. August 2018 in Heiligenstadt, um ca. 15.000 Kilometer bis nach Saigon (Ho-Chi-Minh-Stadt) nur mit dem Fahrrad zurückzulegen.
Da sie sich am Netz der historischen Seidenstraße orientieren, führt die geplante Route über den Balkan, die Türkei, Iran, Zentralasien und China bis nach Südostasien.
Es ist vorgesehen, dass Waldemar die beiden anderen auf den ersten und letzten 1.000 Kilometern mit dem Fahrrad begleitet.
Erwähnenswerte Stationen der Reise sind unter anderem:
- Istanbul
- Safranbolu mit einer Karawanserei aus dem 17. Jahrhundert
- Teheran
- die Wüsten Kawir und Karakum
- Buchara und Samarkand
- das Alai-Tal nördlich des Pamirs
- Kaschgar im Autonomen Gebiet Xinjiang
- Xi’an als Ausgangspunkt der Seidenstraße und Ort des Mausoleums des ersten Kaisers von China
- die Halong-Bucht und der Wolkenpass in Vietnam

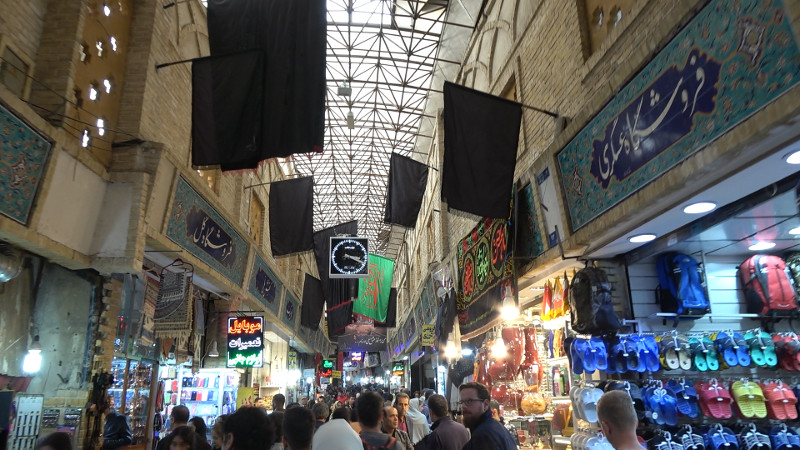
Auf dem Basar von Tadschrisch in Teheran

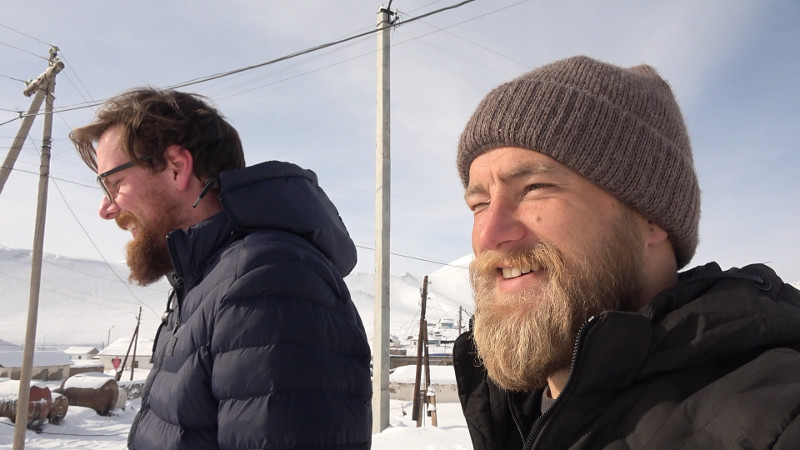
Otti und Keule in Sarytasch (Kirgisistan)

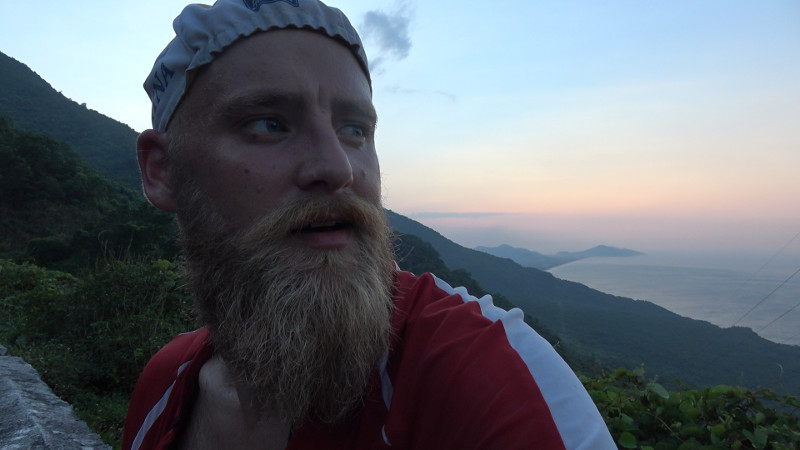
Keule bei der Fahrt auf den Wolkenpass in Zentralvietnam

## Produktion

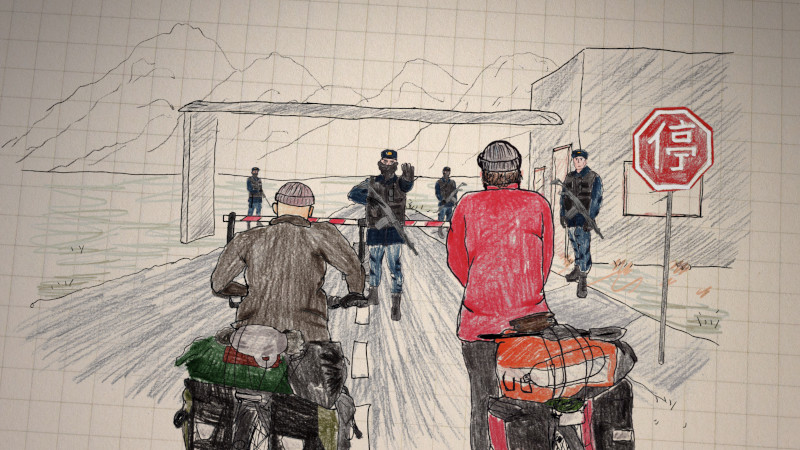
Skizze einer Szene aus Xinjiang

Der komplette Film wurde nur mit einem Camcorder und einer Action-Cam gedreht, weil das gesamte Film-Equipment per Fahrrad transportiert werden musste.
Während der zehnmonatigen Reise kamen 170 Stunden Videomaterial zustande.
Da es in manchen Situationen nicht oder nur schwer möglich war, zu filmen (z. B. aufgrund von Auflagen im Autonomen Gebiet Xinjiang), sind einzelne Szenen des Films mit handgezeichneten Skizzen illustriert.

### Veröffentlichung
Ursprünglich sollte der Film am 7. Januar 2021 in den deutschen Kinos anlaufen. Aufgrund der Corona-Pandemie wurde der Start zunächst auf den 22. April und später auf den 13. Mai 2021 verschoben. Da auch zu diesem Zeitpunkt noch keine flächendeckende Öffnung der Kinos absehbar war, startete der Film am 13. Mai zunächst als Online-Premiere und am 22. Mai als Kino-Premiere im Rahmen eines Modellprojektes in der Stadthalle Lübeck.

### Filmmusik
Verplant hat mit über sechzig verschiedenen Musikstücken einen ungewöhnlich umfangreichen Soundtrack.
Ein Großteil der Musikstücke wurde von den jeweiligen Künstlern unter einer Creative-Commons-Lizenz veröffentlicht.
Den Rest machen proprietäre und auch ein paar neu interpretierte gemeinfreie Stücke aus.
Am häufigsten vertreten sind dabei der US-amerikanische Filmkomponist Kevin MacLeod und der deutsche Fotograf und Musiker Eric Seehof.
1. Kevin MacLeod – „Firesong“ (CC BY 4.0)
2. Mid-Air Machine – „Appalachian Coal Mines“
3. Eric Seehof – „Funky E (Thailand)“
4. Howie Mitchell – „Lucky's Tune“ (CC BY 3.0 US)
5. Eric Seehof – „Sevan (Armenia)“
6. Hank – „I'm Getting Some“ (CC BY 3.0)
7. Chris Andrews – „The Mood“ (CC BY 2.0 UK)
8. Kevin MacLeod – „As I Figure“ (CC BY 4.0)
9. Jason Shaw – „Plantation“ (CC BY 4.0)
10. David Mumford – „Night Without Sleep (Instrumental)“ (CC BY 4.0)
11. Eric Seehof – „Phedi Khola (Nepal)“
12. Kevin MacLeod – „Bass Walker“ (CC BY 4.0)
13. John Zeff – „Swipesy Cakewalk“ (Komposition: Scott Joplin, Arthur Marshall)
14. Grapes – „I dunno“ (CC BY 3.0)
15. Kevin MacLeod – „Rite of Passage“ (CC BY 4.0)
16. Kevin MacLeod – „Parisian“ (CC BY 4.0)
17. Broke For Free – „Covered In Oil“ (CC BY 3.0)
18. Jason Shaw – „Solo Acoustic Blues“ (CC BY 4.0)
19. Eric Seehof – „Irish Bagan (Myanmar)“
20. Kevin MacLeod – „Slow Burn“ (CC BY 4.0)
21. David Mumford – „The Worst Of It“ (CC BY 4.0)
22. Eric Seehof – „An Old Story (Germany)“
23. Eric Seehof – „Gremlins Gambling“
24. Eric Seehof – „Jumeirah (Dubai)“
25. Kevin MacLeod – „Covert Affair“ (CC BY 4.0)
26. Waldemar Schleicher – „Выхожу один я на дорогу“ (Vyhozhu odin ya na dorogu) (Text: Mikhail Lermontov, Komposition: Elizaveta Shashina)
27. Turku, Nomads of the Silk Road – „Variations On A Kurdish Theme“ (CC BY 4.0)
28. Chris Zabriskie – „What True Self? Feels Bogus, Let's Watch Jason X“ (CC BY 4.0)
29. Turku, Nomads of the Silk Road – „Shab Ayum“ (CC BY 4.0)
30. Eric Seehof – „Phuket 2 (Thailand)“
31. Howie Mitchell – „John's Laughing Place“ (CC BY 3.0 US)
32. Kevin MacLeod – „Divertissement – Pizzicato (from the ballet Sylvia)“ (CC BY 4.0)
33. Kevin MacLeod – „Song of the Volga Boatmen“ (CC BY 4.0)
34. Lee Rosevere – „Red Danube“ (CC BY 4.0)
35. Chris Zabriskie – „I Should Haven Been More Human“ (CC BY 4.0)
36. Chris Zabriskie – „To Hide Their Secrets“ (CC BY 4.0)
37. Crepes Sucette – „Mango Lassi“
38. Alexander Nakarada – „Ambient Bongos“ (CC BY 4.0)
39. Strahlemann – „Funky as a Mother Fukker“
40. Komiku – „A Good Bass for Gambling“ (CC0 1.0)
41. Strahlemann – „Rolled Sunrice“
42. Strahlemann – „Deckah Inspired“
43. Kevin MacLeod – „Cool Vibes“ (CC BY 4.0)
44. John Zeff – „By the Light of the Silvery Moon“ (Komposition: Gus Edwards)
45. United States Navy Band – „National Anthem of Turkmenistan“
46. Kevin MacLeod – „Deck the Halls A“ (CC BY 4.0)
47. Chris Zabriskie – „The Sun Is Scheduled To Come Out Tomorrow“ (CC BY 4.0)
48. Eric Seehof – „Patong (Thailand)“
49. Josh Woodward – „Bloom (Instrumental)“ (CC BY 4.0)
50. The Airmen of Note – „Auld Lang Cha Cha“
51. Chris Zabriskie – „Last Night I Dreamt I Saw True Love in Your Eyes“ (CC BY 4.0)
52. Kai Engel – „Anxiety“ (CC BY 4.0)
53. Kevin MacLeod – „Isolated“ (CC BY 4.0)
54. Dirk Baumbach – „The Entertainer“ (Komposition: Scott Joplin)
55. Kevin MacLeod – „I Knew a Guy“ (CC BY 4.0)
56. Kai Engel – „Brand New World“ (CC BY 4.0)
57. Broke For Free – „Drop Of Water In The Ocean“ (CC BY 3.0)
58. Eric Seehof – „Clichee Song (Oman)“
59. United States Army Band – „The Thunderer March“ (Komposition: John Philip Sousa)
60. Eric Seehof – „Guesthouse Impro (Thailand)“
61. Jason Shaw – „Front Porch Sitter“ (CC BY 4.0)
62. Kevin MacLeod – „Backed Vibes (clean)“ (CC BY 4.0)
63. Broke For Free – „Caught In The Beat“ (CC BY 3.0)
64. Chris Zabriskie – „Cylinder Two“ (CC BY 4.0)
65. Jason Shaw – „Hoedown“ (CC BY 4.0)
66. Howie Mitchell – „Old Bangum“ (CC BY 3.0 US)

## Rezeption
„Verplant ist ein sympathischer, mit Liebe zum Detail realisierter filmischer Erlebnisbericht. Er verzichtet zwar nicht auf alle typischen, bisweilen abgenutzten Reise-Doku-Elemente, am Ende aber überwiegt ein positiver Eindruck. Dank eines hohen Informationsgehalts, charmanter Animationen und herrlicher Naturbilder.“

„Verplant ist somit nur ein Film unter vielen, der in der Masse unterzugehen droht – mag man zunächst denken. Doch aufgrund einer enormen inhaltlich-thematischen Bandbreite und eines hohen Unterhaltungsfaktors, lässt Verplant viele seiner Konkurrenten hinter sich.“

„Verplant – Wie zwei Typen versuchen, mit dem Rad nach Vietnam zu fahren ist ein weiteres Glanzstück auf der Welle der Weltreisenden, […]“

„Der launigste Reisefilm seit Langem.“

„Verplant lebt nicht nur von den Bildern der Landschaften und Herausforderungen der Reise, sondern auch vom rüpelhaften Humor unter zwei Kumpels, die es auch im letzten Winkel der Erde nicht lassen können, sich ab und zu den Stinkefinger zu zeigen.“

## Festivals & Auszeichnungen
| Land      | Festival                                          | Kategorie                     | Status    |
| --------- | ------------------------------------------------- | ----------------------------- | --------- |
| Venezuela | FICMARC Caribbean Sea International Film Festival | Best Documentary Feature Film | Nominiert |
| Russland  | TRAVEL FILM International Film Festival           | Best Feature Documentary      | Gewonnen  |